# 12"ers+2
12"ers+2 je rijetka prva kompilacija američke pjevačice Madonne. Izdavanje je otkazano 1985., ali je u rujnu 1985. izdan samo u Japanu kao promotivna kaseta.

## Informacije o albumu
Warner Bros. Records je sredinom 80-ih naručio izdavanje brojnih remix albuma kao bonus izdanja njihovih najpoznatijih glazbenih imena. Albumi su bili poznati pod nazivima Extended Remixes na singlovima, i kao "12"ers" kao albumi. Simply Red i Phil Collins su bili primjeri izvođača koji su izdavali 12"ers albume.
Warner je isto planirao i s Madonnom. Projekt je napredovao sve do izbora pjesama i oblikovanja izdanja. Uključivalo je šest Extended 12" Mixes Madonninih najvećih hitova s prva dva albuma, te 2 izvorne verzije koje se nisu nalazile na albumima, "Ain't No Big Deal" i "Into The Groove" (što se odnosilo na +2 iz naslova kompilacije). Kao omot izdanja se koristila slika s The Vigin Tour iz 1985.
Izdanje je otkazano zbog stalnog izdavanja Madonninh materijala koji su tada bili dostupni, pa su Warner Bros. i Geffen Records mislili da će doći do zasićenja tržišta Madonninim izdanjima. Uz to su na mnogim tržištima pokrenuta nova izdanja Madonnina prva dva studijska albuma, a treći studijski album True Blue je bio u fazi snimanja.
Do danas se zna za samo jednu kopiju ovog izdanja u Japnu. 

## Popis pjesama
Strana 1
1. "Ain't No Big Deal"
2. "Dress You Up" (The 12" Formal Mix)
3. "Angel" (Extended Dance Mix)
4. "Lucky Star" (U.S. Remix)

Strana 2
1. "Into the Groove"
2. "Material Girl" (Jellybean Dance Mix)
3. "Borderline" (U.S. Remix)
4. "Like a Virgin" (Extended Dance Remix)

Postoji još jedna rijetka kompilacija, zvana "Dance Mix", namijenjena čileanskom tržištu. To je bila kaseta s omotom koji je sadržavao sliku iz 1983. godine.
Strana A
1. "Into the Groove"
2. "Angel" (Extended Dance Mix)

Strana B
1. "Holiday"
2. "Material Girl" (Jellybean Dance Mix)